# Podutiška cesta, Ljubljana
Podutiška cesta je ena izmed cest v Ljubljani; ime je dobila po dejstvu, da je (bila) glavna povezava med Ljubljano in Podutikom.

## Zgodovina
Leta 1938 so preimenovali dotedanjo Koseško cesto v Podutiško cesto.

## Urbanizem
Cesta poteka od križišča s Šišensko cesto do preida v Stransko vas.
Na cesto se (od vzhoda proti zahodu) povezujejo: Žigonova, bratov Učakar (3x), Koseška, Uraničeva, bratov Bezlajev, Ledarska, bratov Babnik, Pod Kamno gorico, Omersova, Marije Hvaličeve, Murkova, Dolniška, Kropova, Kozakova, Andreja Bitenca.
Pred prečkanjem ljubljanske obvoznice in avtoceste se od glavne ceste odcepi krak, ki se povezuje še s Uraničevo ulico in se slepo konča.
Neposredno po avtocesti se od glavne ceste loči krak, ki se nato večkrat razcepi v več vzporednih in pravokotnih krakov. Na ta del se povezuje še Omersova, nato pa preide v Mladinsko ulico.
Po avtocesti se od glavne ceste odcepi še več slepih krakov.
Ob cesti se med drugim nahajajo:
- Policijska postaja Ljubljana Šiška,
- cerkev Presvetega Odrešenika,
- Športni park Ilirija ...

## Javni potniški promet
Po Podutiški cesti potekajo trase mestnih avtobusnih linij št. 5, N5, 22 in 23. Na vsej cesti je sedem postajališč mestnega potniškega prometa.

### Postajališča MPP
| postajališče                 | št. linije |
| ---------------------------- | ---------- |
| 804221 Podutik (obračališče) | 5, N5, 22  |
| 803142 Koseze                | 5, N5, 22  |
| 803152 Draveljska gmajna     | 5, N5      |
| 804202 Omersova              | 5, N5, 23  |
| 804212 Murkova               | 5, N5, 23  |

| postajališče                 | št. linije |
| ---------------------------- | ---------- |
| 804221 Podutik (obračališče) | 5, N5, 23  |
| 804211 Murkova               | 5, N5, 23  |
| 804201 Omersova              | 5, N5, 23  |
| 804191 Pod Kamno Gorico      | 5, N5      |
| 803151 Draveljska gmajna     | 5, N5      |
| 803141 Koseze                | 5, N5, 22  |
| 803131 Bratov Učakar         | 5, N5, 22  |